# Samsung Galaxy Note 5
Das Samsung Galaxy Note 5 (Eigenschreibweise: SΛMSUNG Galaxy Note5, Codename: Project Noble, Slogan: Your World Just Got Bigger) ist ein auf Googles Betriebssystem Android basiertes Phablet aus der Samsung-Galaxy-Serie von Samsung Electronics, das am 13. August 2015 zusammen mit dem Samsung Galaxy S6 Edge+ erstmals der Öffentlichkeit vorgestellt wurde. Es ist der Nachfolger des Samsung Galaxy Note 4 und Samsung Galaxy Note Edge und der Vorgänger des Samsung Galaxy Note 7. Es wurde am 21. August 2015 veröffentlicht und erschien nicht in Europa.

## Technische Daten

### Software

#### Betriebssystem
Das Samsung Galaxy Note 5 wurde standardmäßig mit dem Betriebssystem Android-Version 5.1.1 „Lollipop“ ausgeliefert. Das letzte Firmware-Update ist Android-Version 7.0 „Nougat“.

### Hardware

#### Display
Das Samsung Galaxy Note 5 verfügt über ein Display mit einer Bildschirmdiagonale von 5,7 Zoll, einem Seitenverhältnis von 16:9 und einer Auflösung von 2560 mal 1440 Pixeln. Dies entspricht einer Pixeldichte von 518 Pixeln pro Zoll.

#### Speicher
Das Samsung Galaxy Note 5 ist in drei verschiedenen Ausführungen mit jeweils 32, 64 oder 128 Gigabyte internem Massenspeicher des Typs UFS 2 verfügbar und verfügt über 4 Gigabyte RAM des Typs LPDDR4.

## Rezeption
Computer Bild testete das Samsung Galaxy Note 5 und lobte insbesondere das hochauflösende, helle und kontrastreiche Display sowie die Leistung.